# Saaremaa (commune)
Saaremaa (en estonien :  Saaremaa vald) est une municipalité rurale d'Estonie située dans le comté de Saare.
Elle s'étend sur 2 705 km2 et a 31 413 habitants en 2021.

## Géographie
Situé dans l’ouest de l’Estonie, la commune couvre tout le territoire de l'île de Saaremaa, ainsi que les îles d'Abruka, Vilsandi, Kiinastu et plusieurs petites îles. L'île de Saaremaa fait partie du réseau du Programme sur l'homme et la biosphère de l'Unesco.
Ses communes voisines sont Muhu située sur l'île de Muhu à l'est et Hiiumaa située sur l'île de Hiiumaa au nord. Saaremaa est entourée au sud par le golfe de Riga, au nord par la Väinameri et à l'ouest par la mer Baltique.
La superficie de la commune est de 2 717,83 km2, sa densité de population en 2020 était de 11,4 habitants par km2.
Saaremaa est la plus vaste municipalité d'Estonie.

## Municipalité
La commune compte une ville (Kuressaare), neuf bourgs et 427 villages.

### Bourgs
Kihelkonna, Kudjape, Kärla, Leisi, Nasva, Orissaare, Salme, Valjala

### Villages
Aaviku, Abaja, Abruka, Abula, Allikalahe, Anepesa, Angla, Anijala, Anseküla, Ansi, Arandi, Ardla, Are küla, Ariste, Arju, Aru, Aruste, Aste, Asuka, Asuküla, Asva, Atla, Audla, Aula-Vintri, Austla, Easte, Eeriksaare, Eikla, Eiste, Endla, Ennu, Haamse, Haapsu, Haeska, Hakjala, Hiievälja, Himmiste, Hindu, Hirmuste, Hämmelepa, Hänga, Hübja, Iide, Iilaste, Ilpla, Imara, Imavere, Irase, Iruste, Jaani, Jauni, Jootme, Jursi, Jõe, Jõelepa, Jõempa, Jõgela, Jõiste, Jämaja, Järise, Järve, Järveküla, Jööri, Kaali, Kaali-Liiva, Kaarma, Kaarma-Jõe, Kaarma-Kirikuküla, Kaarma-Kungla, Kaarmise, Kaavi, Kahtla, Kahutsi, Kailuka, Kaimri, Kaisa, Kaisvere, Kakuna, Kalju, Kallaste, Kallemäe, Kalli, Kalma, Kalmu, Kandla, Kangrusselja, Kanissaare, Kapra, Karala, Kareda, Kargi, Karida, Karja, Karujärve, Karuste, Kasti, Kaubi, Kaugatoma, Kaunispe, Kavandi, Kehila, Kellamäe, Keskranna, Keskvere, Kihelkonna-Liiva, Kiirassaare, Kingli, Kipi, Kiratsi, Kirderanna, Kiritu, Kiruma, Kogula, Koidula, Koiduvälja, Koigi, Koigi-Väljaküla, Koikla, Koimla, Koki, Koksi, Koovi, Kopli, Kotlandi, Kotsma, Kugalepa, Kuiste, Kuke, Kungla, Kuninguste, Kuralase, Kuremetsa, Kurevere, Kuumi, Kuuse, Kuusiku, Kuusnõmme, Kõiguste, Kõinastu, Kõljala, Kõnnu, Kõriska, Kõrkküla, Kõrkvere, Kõruse, Kõruse-Metsaküla, Kõõru, Käesla, Käku, Käo, Kärdu, Kärla-Kirikuküla, Kärla-Kulli, Kärneri, Kübassaare, Küdema, Külma, Laadjala, Laadla, Laevaranna, Laheküla, Lahetaguse, Laimjala, Laoküla, Lassi, Laugu, Laugu-Liiva, Leedri, Leina, Leisi, Levala, Liigalaskma, Liiküla, Liiva, Liivanõmme, Liiva-Putla, Liivaranna, Lilbi, Lindmetsa, Linnaka, Linnuse, Loona, Lussu, Luulupe, Lõmala, Lõpi, Lõu, Lõupõllu, Läbara, Länga, Lätiniidi, Läägi, Läätsa, Lööne, Lülle, Lümanda, Lümanda-Kulli, Maantee küla, Maasi, Maleva, Masa, Matsiranna, Meedla, Mehama, Meiuste, Merise, Metsaküla, Metsalõuka, Metsapere, Metsara, Metsaääre, Metsküla, Moosi, Mui, Mujaste, Mullutu, Muraja, Muratsi, Murika, Mustjala, Mustla, Mõisaküla, Mõnnuste, Mõntu, Mäebe, Mäeküla, Mägi-Kurdla, Mändjala, Männiku, Mässa, Mätasselja, Mätja, Möldri, Nava, Neeme, Neemi, Nenu, Nihatu, Ninase, Nurme, Nõmjala, Nõmme, Nõmpa, Nässuma, Odalätsi, Oessaare, Ohessaare, Ohtja, Oitme, Oju, Orinõmme, Oti, Paaste, Paatsa, Paevere, Pahapilli, Pahavalla, Paiküla, Paimala, Paju-Kurdla, Pajumõisa, Pamma, Pammana, Panga, Parasmetsa, Parila, Peederga, Pidula, Pidula-Kuusiku, Pihtla, Piila, Poka, Praakli, Puka, Pulli, Purtsa, Põlluküla, Põripõllu, Pähkla, Pärni, Pärsama, Pöide, Pöide-Keskvere, Pöitse, Püha, Püha-Kõnnu, Rahtla, Rahu küla, Rahuste, Randküla, Randvere, Rannaküla, Ratla, Raugu, Reeküla, Reina, Reo, Ridala, Riksu, Roobaka, Rootsiküla, Ruhve, Räimaste, Räägi, Rahniku, Röösa, Saareküla, Saaremetsa, Sagariste, Saia, Saikla, Sakla, Salavere, Salu, Sandla, Sauaru, Saue-Mustla, Saue-Putla, Sauvere, Selgase, Selja, Sepa, Sepise, Siiksaare, Sikassaare, Silla, Soela, Soodevahe, Sundimetsa, Sutu, Suure-Rootsi, Suurna, Suur-Pahila, Suur-Rahula, Suur-Randvere, Sõmera, Sõrve-Hindu, Sääre, Taaliku, Tagamõisa, Tagaranna, Tagavere, Tahula, Talila, Tammese, Tammuna, Tareste, Taritu, Tehumardi, Tiirimetsa, Tiitsuotsa, Tirbi, Tohku, Toomalõuka, Torgu-Mõisaküla, Tornimäe, Triigi, Tuiu, Tumala, Turja, Tutku, Tõlli, Tõlluste, Tõnija, Tõre, Tõrise, Tõru, Täätsi, Türju, Uduvere, Ula, Ulje, Undimäe, Undva, Unguma, Unimäe, Upa, Uuemõisa, Vahva, Vaigu, Vaigu-Rannaküla, Vaivere, Valjala-Ariste, Valjala-Kogula, Valjala-Nurme, Vanakubja, Vana-Lahetaguse, Vanalõve, Vanamõisa, Vantri, Varkja, Varpe, Vatsküla, Vedruka, Veere, Veeremäe, Veeriku küla, Vendise, Vennati, Veske, Vestla, Viidu, Viidu-Mäebe, Viira, Viki, Vilidu, Vilsandi, Viltina, Vintri, Virita, Võhma, Võrsna, Väike-Pahila, Väike-Rahula, Väike-Rootsi, Väike-Ula, Väike-Võhma, Väkra, Väljaküla, Väljamõisa, Välta, Õeste, Õha, Ööriku, Üru, Üüdibe, Üüvere

## Histoire
La commune de Saaremaa a été créée le 21 octobre 2017 à la suite d'une réforme administrative et territoriale résultant de la fusion de douze collectivités locales, les communes rurales de Kihelkonna, Laimjala, Leisi, Lääne-Saare, Mustjala, Orissaare, Pihtla, Pöide, Salme, Torgu, Valjala et la ville de Kuressaare.

Calendrier de la fusion des communes de Saaremaa
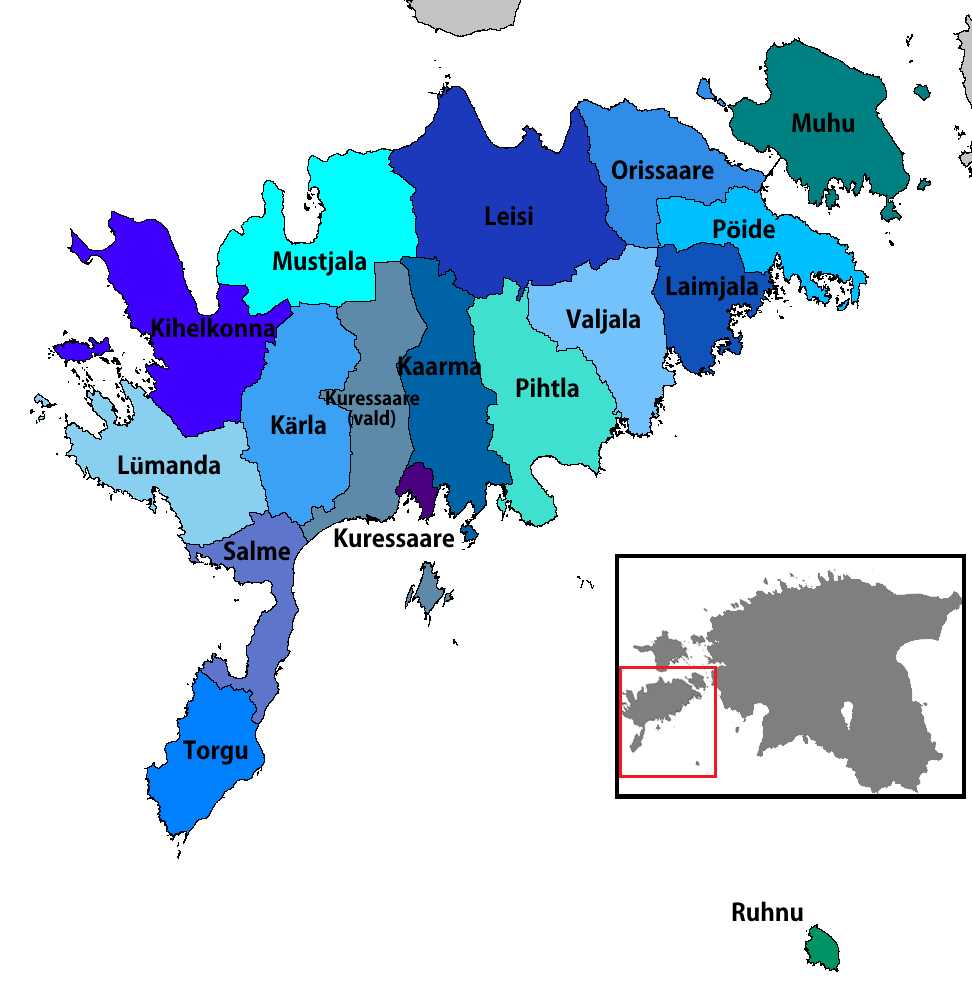
1992–1999
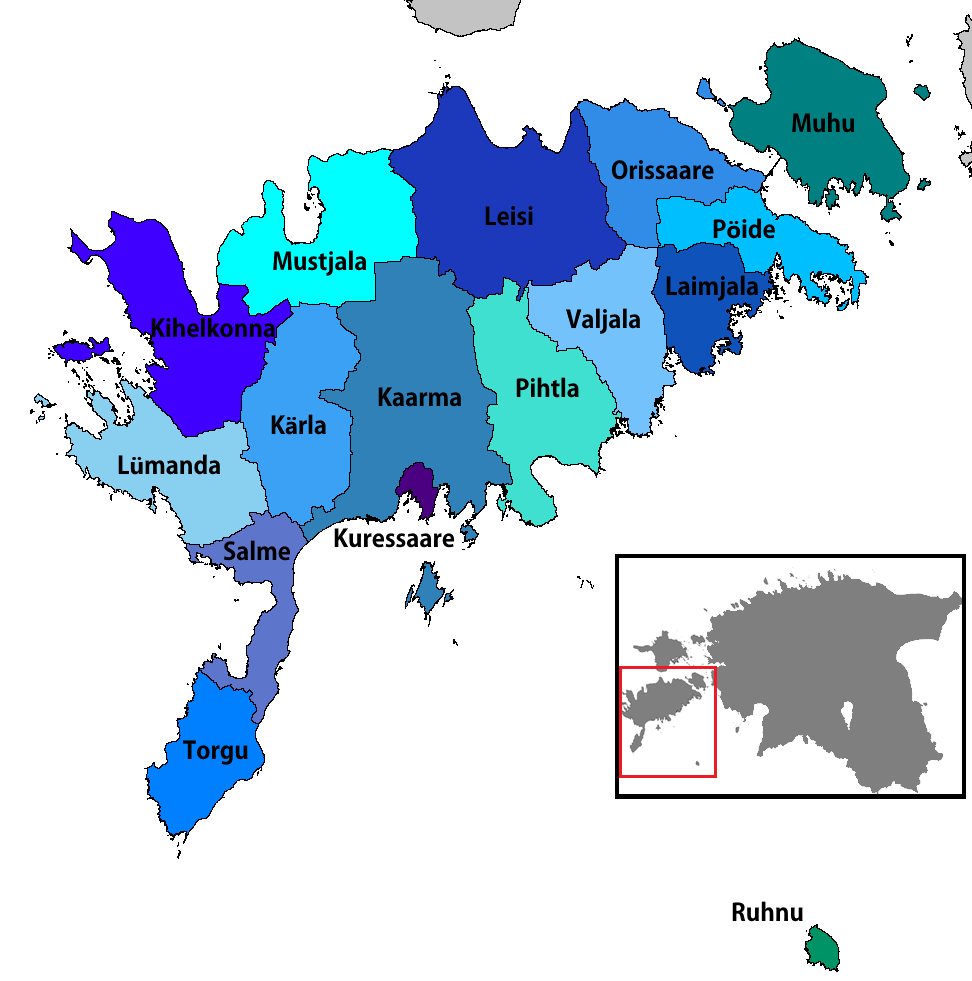
1999–2014
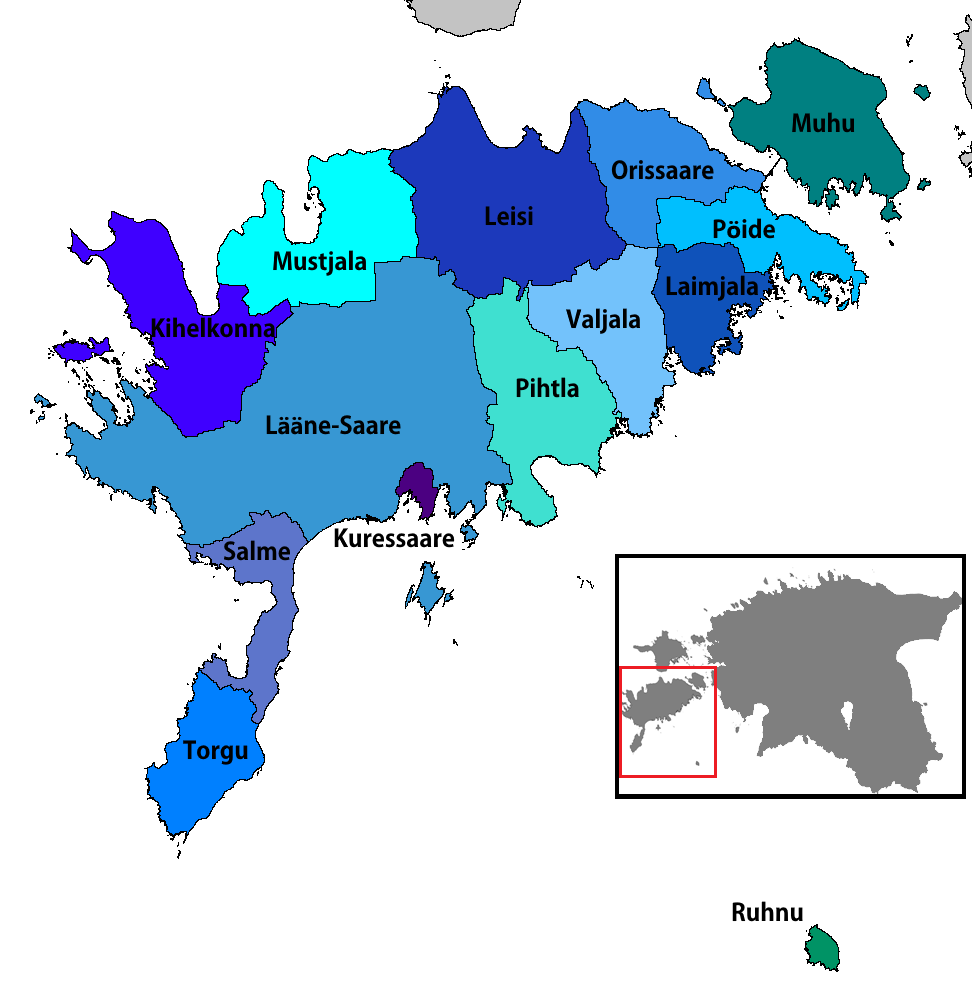
2014–2017
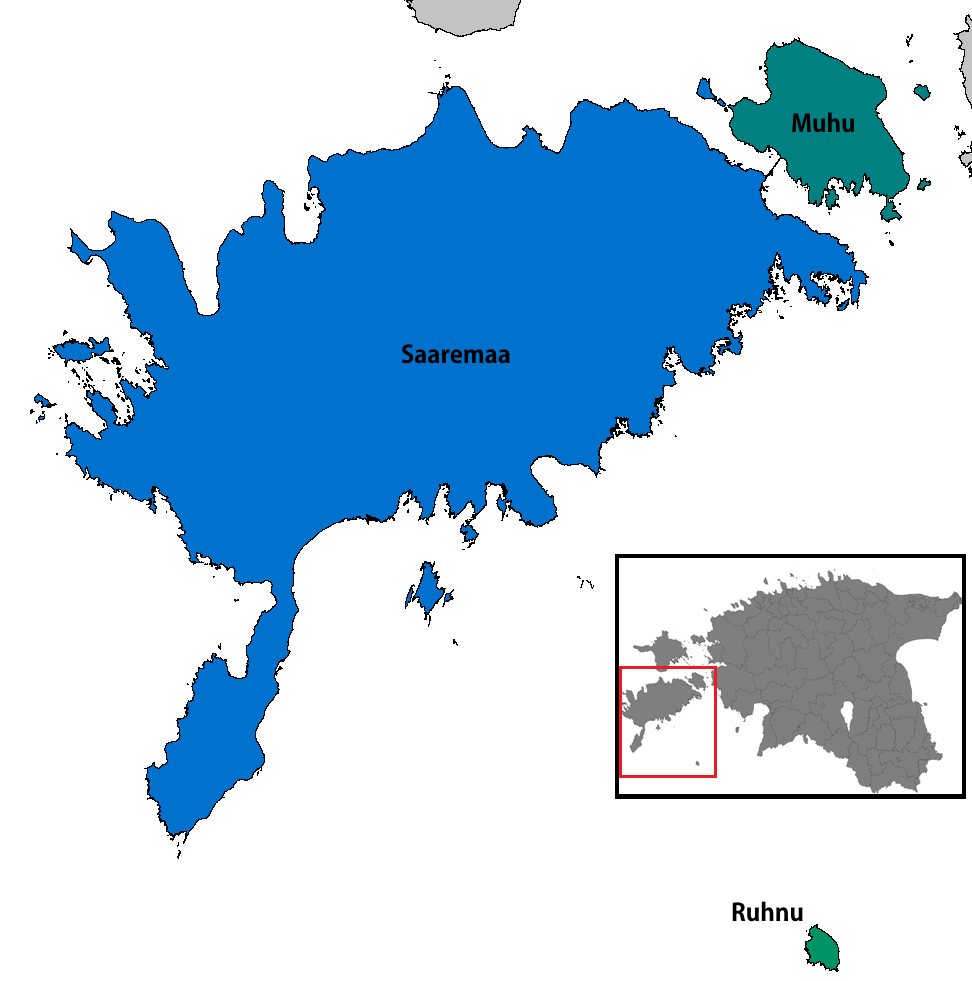
2017–...

## Démographie
| 2015   | 2016   | 2017   | 2018   | 2019   |
| ------ | ------ | ------ | ------ | ------ |
| 31 769 | 31 541 | 31 357 | 31 205 | 31 091 |

| 2020   | 2021   | 2022   | - | - |
| ------ | ------ | ------ | - | - |
| 31 073 | 30 973 | 29 557 | - | - |

## Économie

### Employeurs principaux
Principaux employeurs de la commune au 31 mars 2020:
| Employeur                 | Secteur d'activité                                    | Nombre d'employés |
| ------------------------- | ----------------------------------------------------- | ----------------- |
| Spa Tours OÜ              | Hôtelerie                                             | 452               |
| Kuressaare Haigla         | Hôpital                                               | 450               |
| Administration communale  | Administration publique                               | 379               |
| Saaremaa Tarbijate Ühistu | Commerce de détail                                    | 309               |
| Saaremaa Lihatööstus OÜ   | Production de produits carnés                         | 231               |
| Baltic Workboats AS       | Construction navale                                   | 169               |
| Ionix Systems OÜ          | Production de composants électriques et électroniques | 166               |
| Ouman Estonia OÜ          | Production d'instruments                              | 156               |

## Transport

### Transport routier
En 2018, il y avait environ 1 550 km de routes appartenant à la municipalité et de routes privées pour  lesquelles des contrats d'usage public ont été conclus avec les propriétaires.
La longueur totale de rues était de 135,6 km, 20 ponts étaient à usage public.
La route nationale 10 relie Kuressaare à Muhu et plus loin La continuité de la route est assurée par des traversiers entre le port de Kuivastu et le port de Virtsu.
Un service de bus assure des liaisons avec Tallinn, Tartu, Valga et Paide.

### Transport maritime
La commune compte plusieurs ports dont les plus importants sont le port de Roomassaare au sud de Kuressaare et le port de Saaremaa sur la rive nord de l'île.

### Transport aérien
Kuressaare compte un aéroport.
Un petit avion de 19 sièges assurant la liaison Tallinn-Kuresaare effectue 12 vols par semaine.

## Galerie

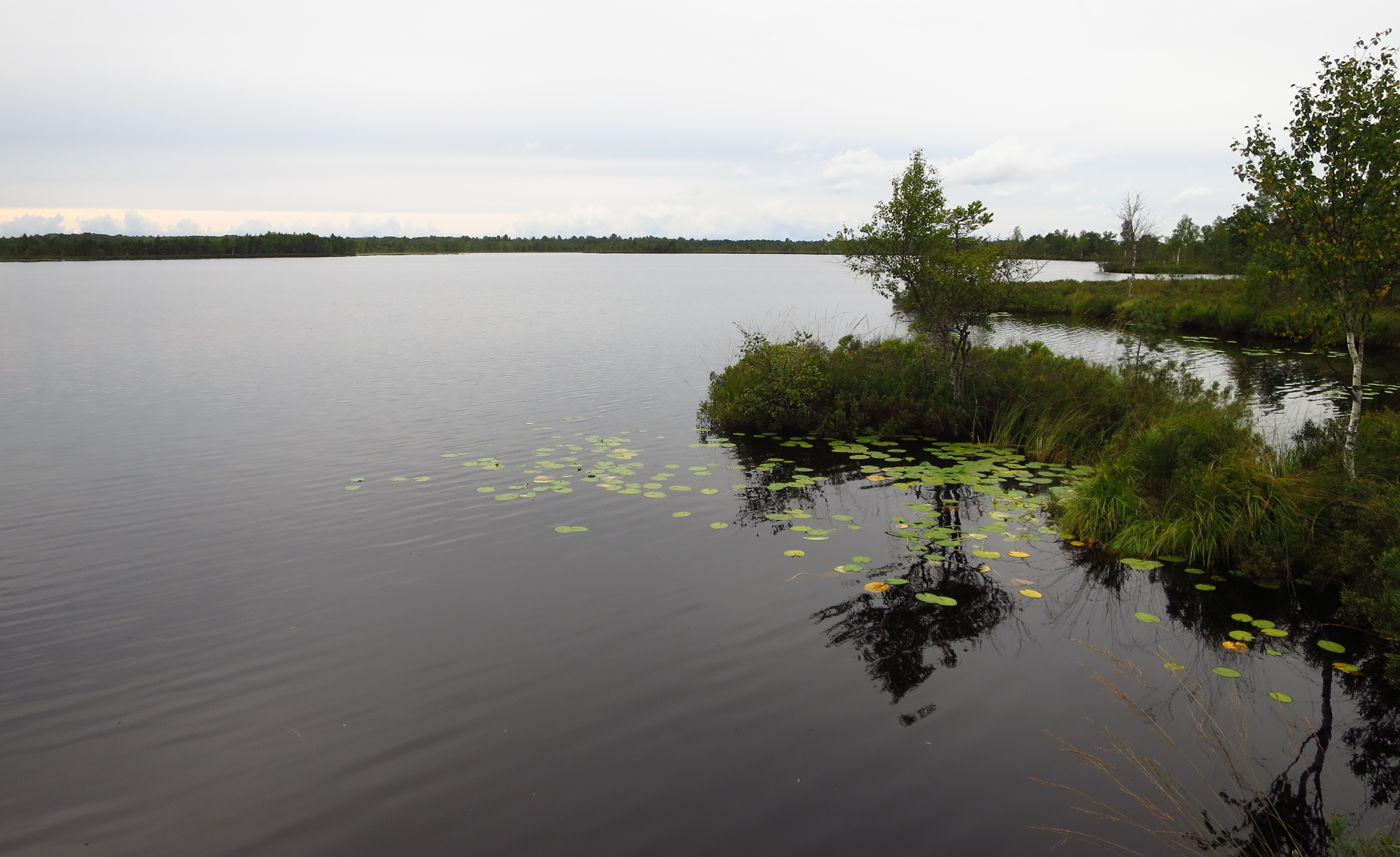
Parc naturel de Koigi.
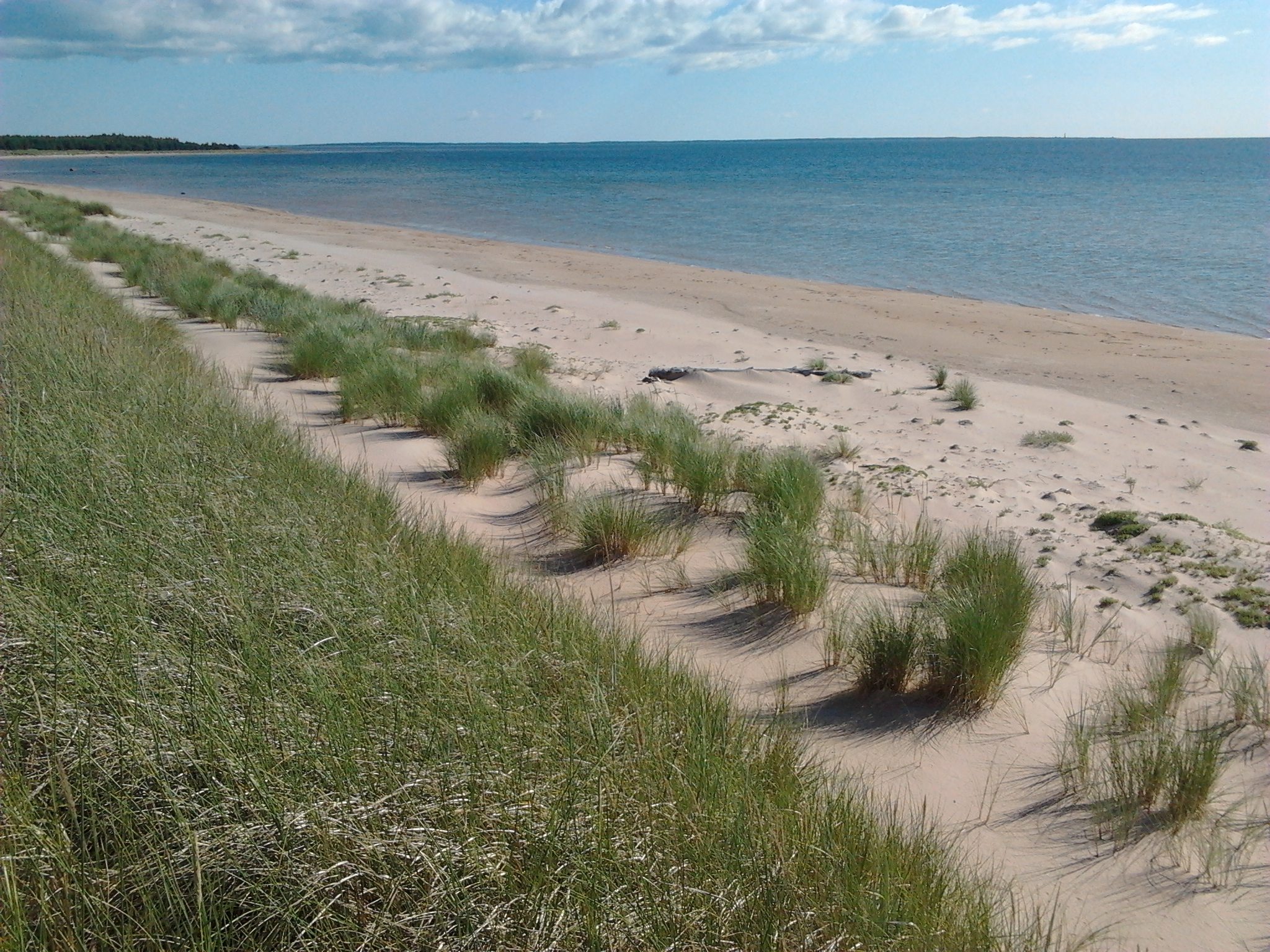
Bord de mer.
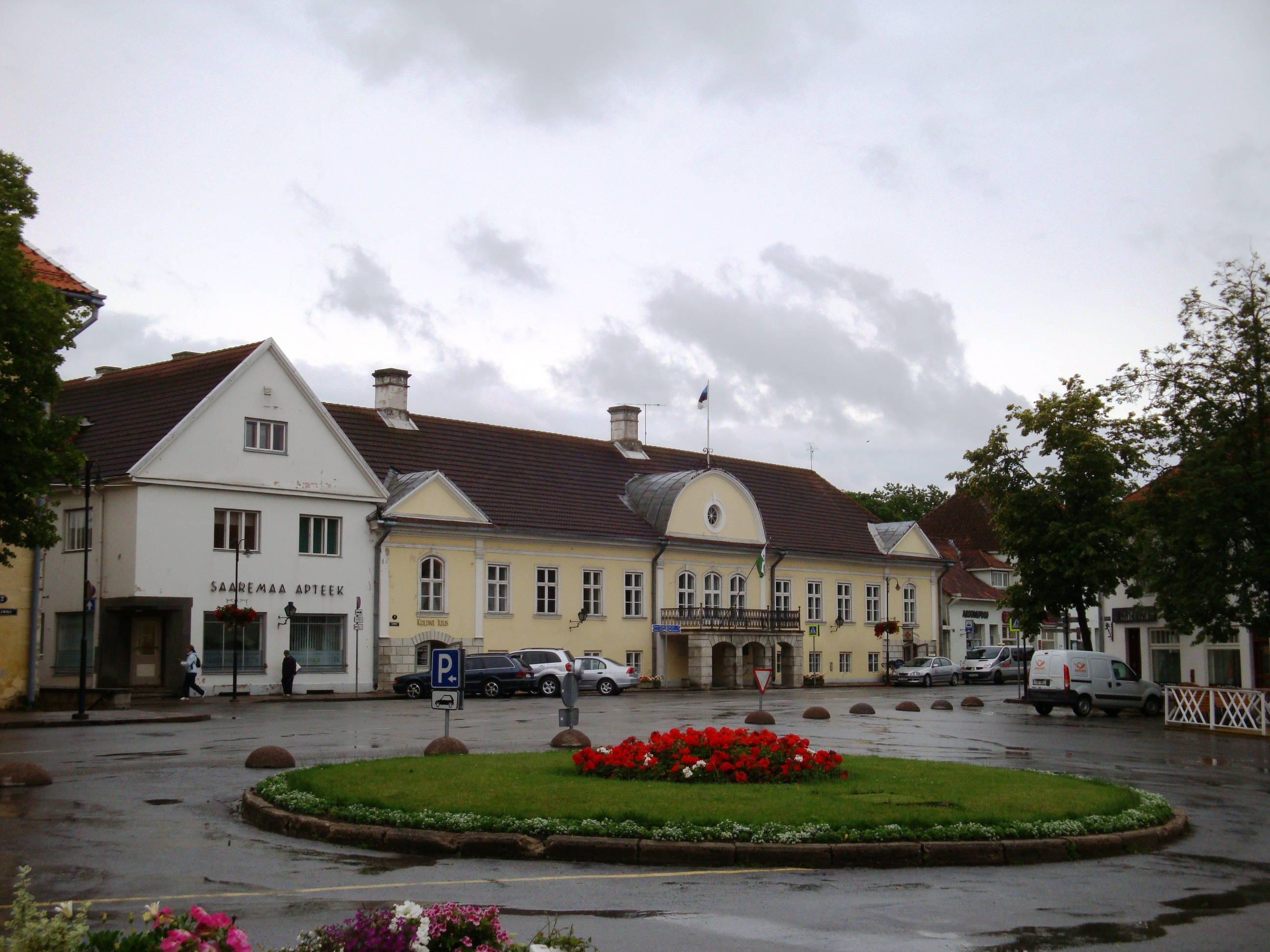
Centre de Kuressaare.
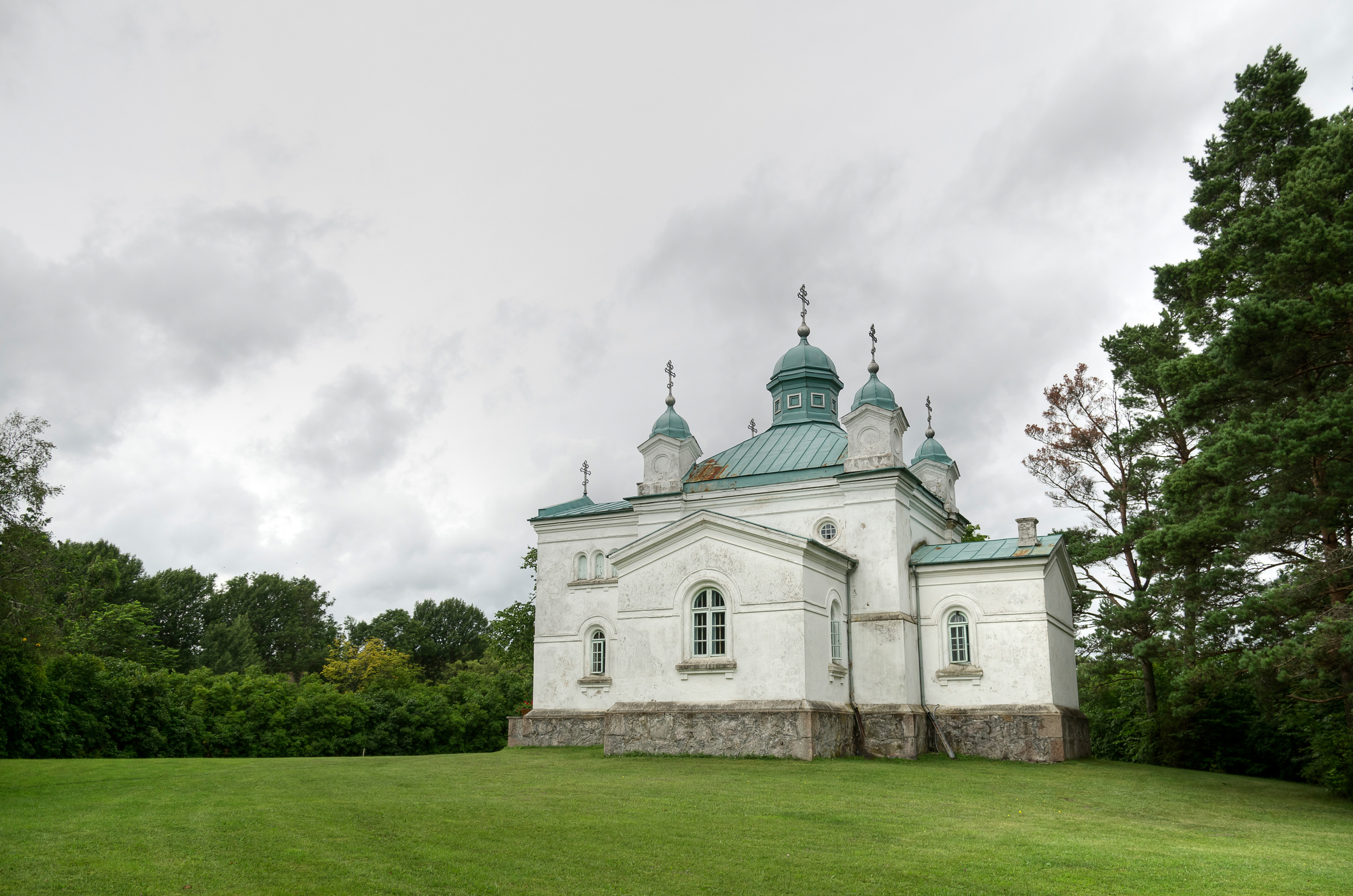
Église Saint-André à Reomäe.

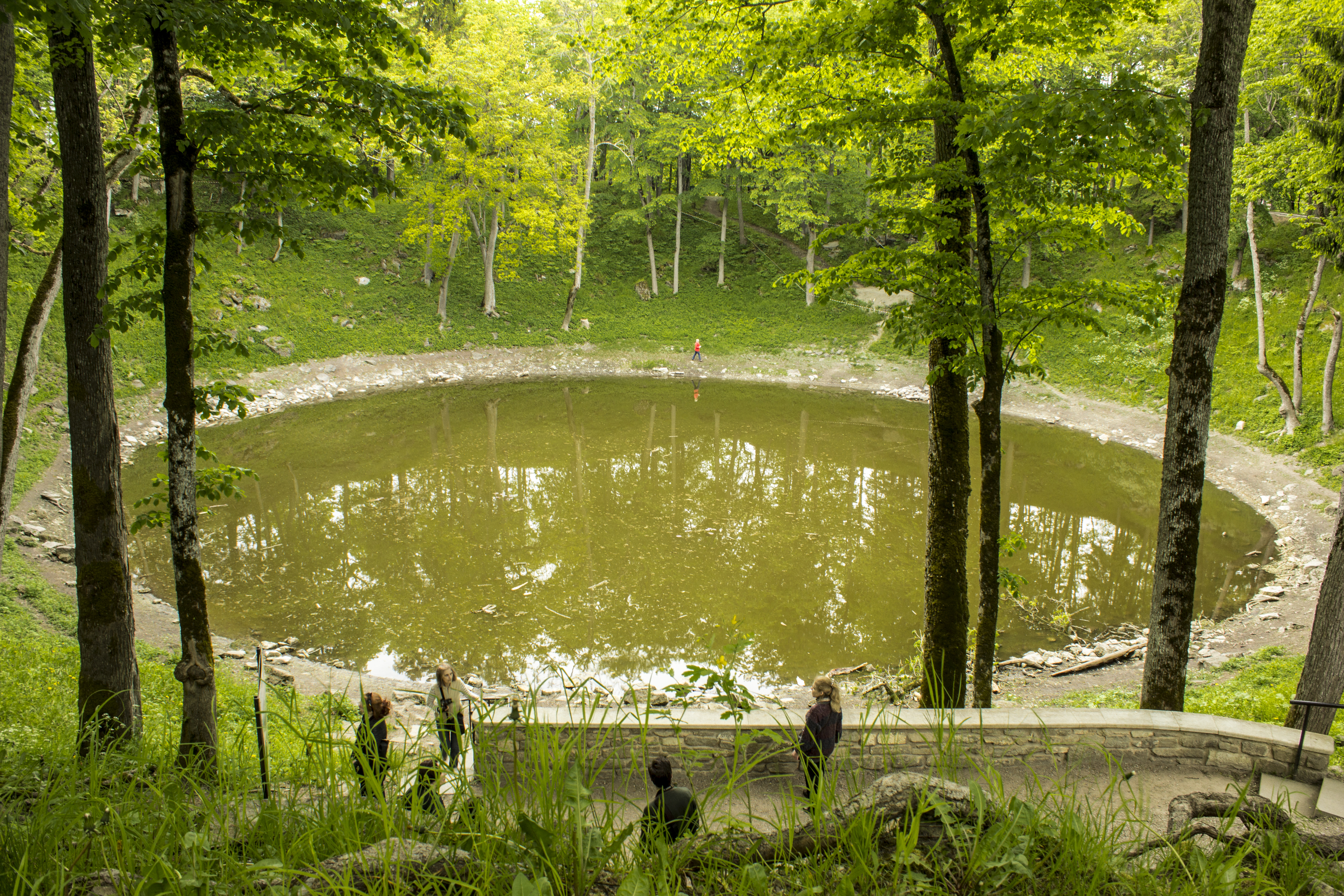
Cratère de Kaali.
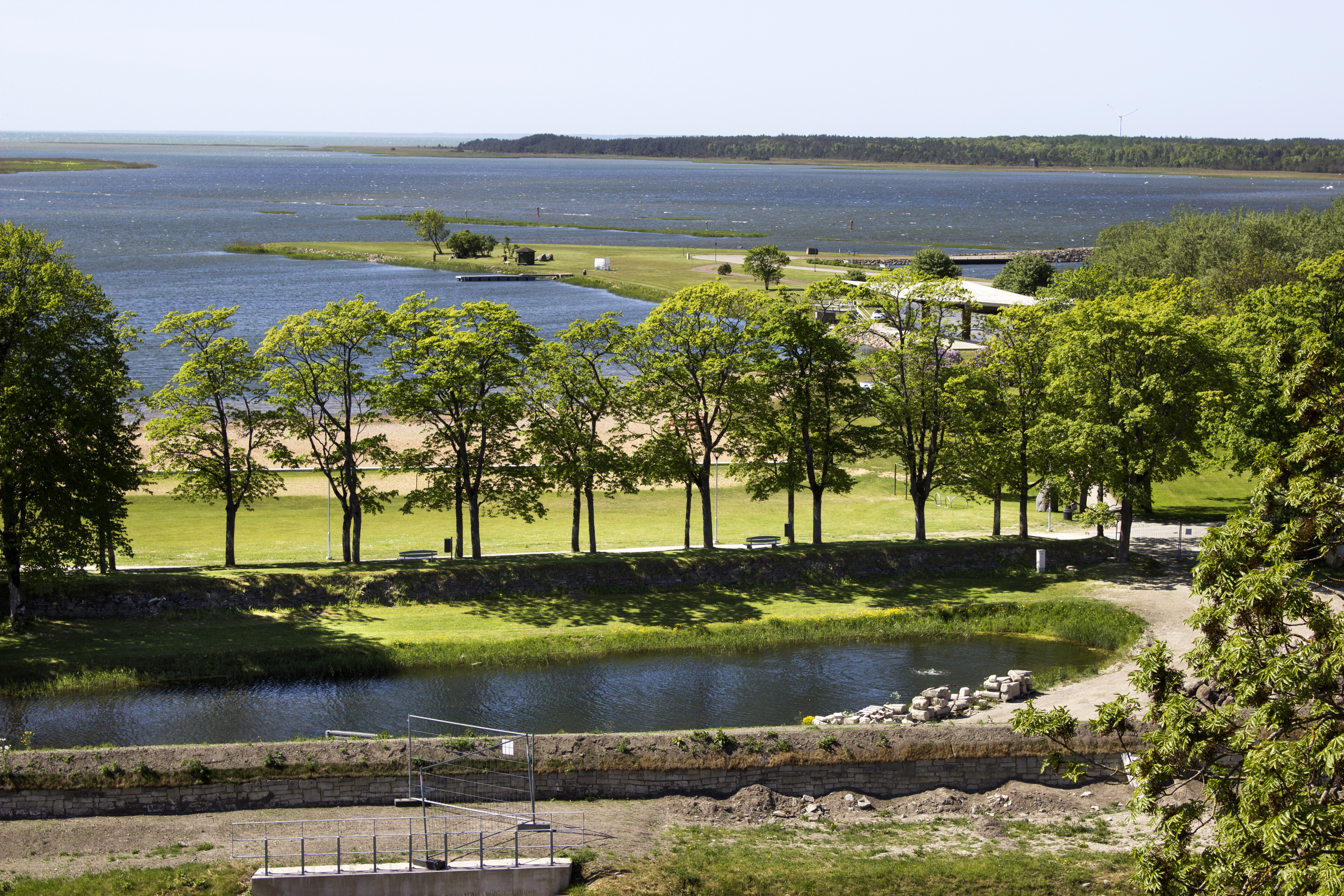
Vue depuis le château de Kuressaare
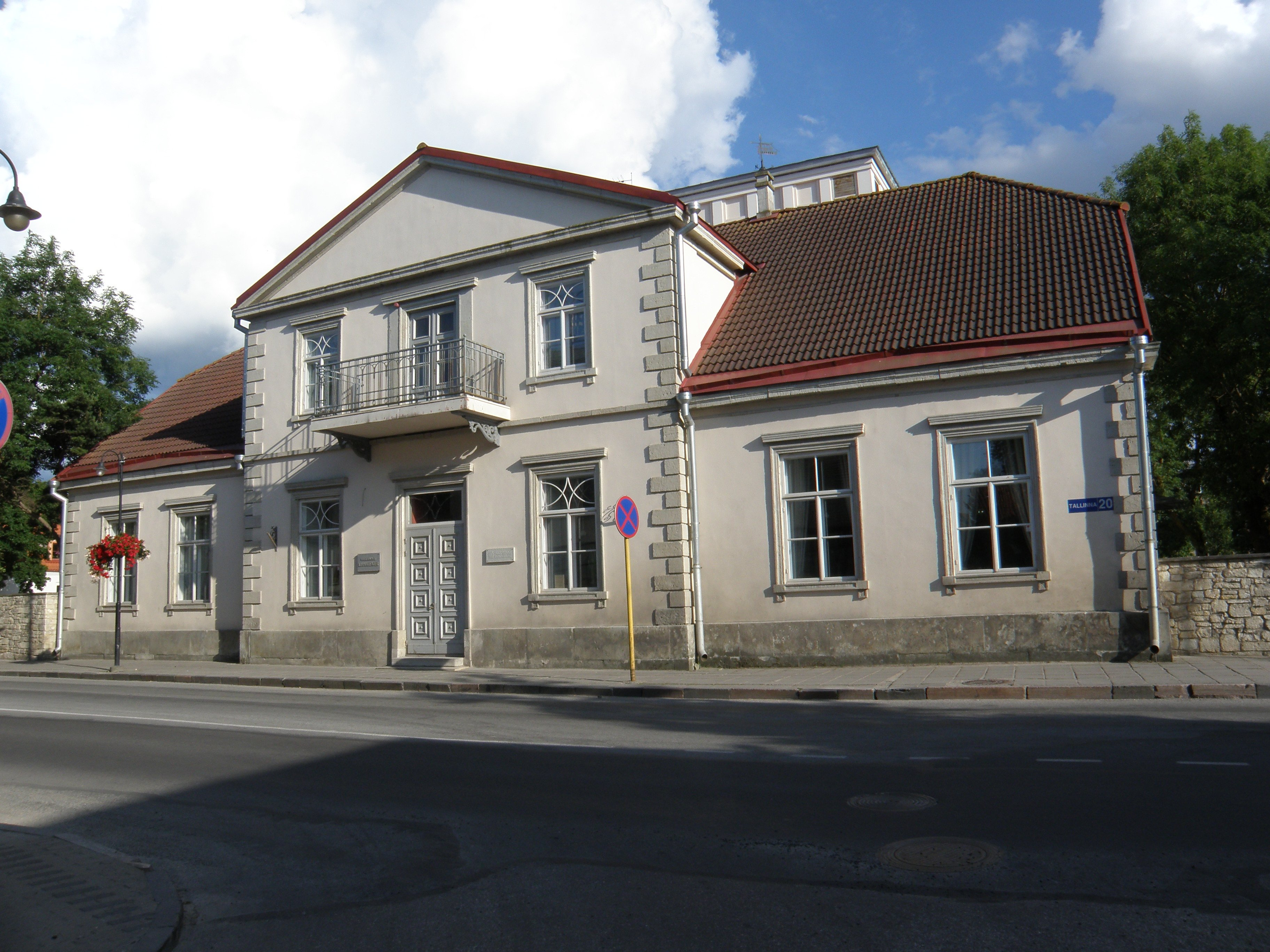
Théâtre municipal de Kuressaare
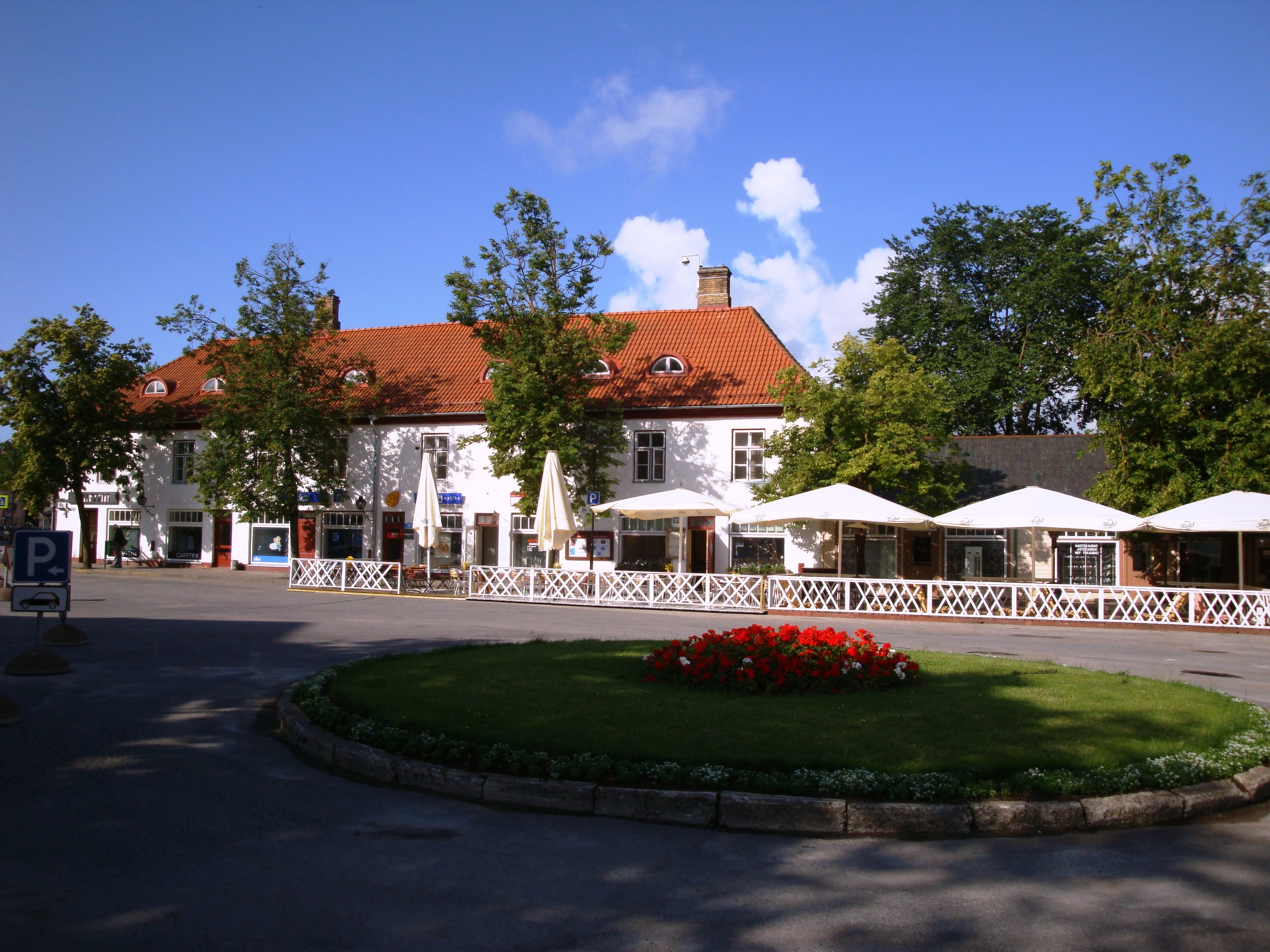
Boutique et café à Kuressaare.